# Frédéric de Birkenfeld-Gelnhausen
Titre
Comte palatin de Birkenfeld à Gelnhausen
21 février 1704 – 5 août 1739
(35 ans, 5 mois et 15 jours)
Frédéric Bernard, comte Palatin de Birkenfeld à Gelnhausen (né le 28 mai 1697 à Gelnhausen où il est mort le 5 août 1739) est comte palatin de Birkenfeld à Gelnhausen de 1704 à 1739.

## Biographie
Frédéric Bernard de Birkenfeld-Gelnhausen, né à Gelnhausen le 28 mai 1697 est le fils aîné de Jean de Birkenfeld-Gelnhausen et de sa seconde épouse Esther Marie de Witzleben.
Le 21 février 1704, il succède à son père en tant que comte Palatin de Birkenfeld-Gelnhausen. Il sert dans l'armée française en tant que colonel du régiment royal d'Alsace. Il est chevalier de l'Ordre de Saint-Hubert. Un traité de 1736, avec Caroline de Nassau-Sarrebruck, la régente de Zweibrücken, accorde à Frédéric-Bernard une allocation annuelle de 12000 florins.

## Mariage et descendance
Frédéric Bernard épouse à Arolsen, le 30 mars 1737 Ernestine Louise de Waldeck (Kleinern 6 novembre 1705 - Gelnhausen 26 mai 1782), fille du prince Frédéric-Antoine-Ulrich de Waldeck-Pyrmont et de Louise de Birkenfeld-Bischweiler.
Frédéric Bernard et Ernestine Louise ont deux filles :
- Louise Caroline de Birkenfeld-Gelnhausen (Arolsen 22 janvier 1738 - Gelnhausen 15 juin 1782) ;
- Ernestine Auguste Frédérique de Birkenfeld-Gelnhausen (Gelnhausen 17 février 1739 - Gelnhausen 16 septembre 1746).

Frédéric Bernard meurt à Gelnhausen, le 5 août 1739, à l'âge de 42 ans, sans héritier mâle. Son frère cadet Jean de Birkenfeld-Gelnhausen lui succède.

## Honneur
- Chevalier de l'ordre de Saint-Hubert (Bavière).